# Helina maculata
Helina maculata este o specie de muște din genul Helina, familia Muscidae. A fost descrisă pentru prima dată de Stein în anul 1900. Conform Catalogue of Life specia Helina maculata nu are subspecii cunoscute.